# Chondriolejeunea chinii
Chondriolejeunea chinii là một loài Rêu trong họ Lejeuneaceae. Loài này được (Tixier) Kis & Pocs mô tả khoa học đầu tiên năm 2001.